# Varanus albigularis
Varanus albigularis — вид тварин роду варан родини варанових. 

## Таксономія
Раніше цей вид класифікувався як підвид Varanus exanthematicus. Видова назва перекладається як лат. albus — «білий», лат. gula — «горло». Розрізняють три підвиди:
- Varanus albigularis albigularis
- Varanus albigularis angolensis
- Varanus albigularis microstictus

## Опис
Голова має колір сірий або коричневий зверху, горло значно світліше. Ніс тупий. Тіло вкрите темними розетками з кремовими центрами у дорослих, розетки набагато менш виразні і можуть дати ілюзію смуг навколо грудної клітини. Кігті гострі, загнуті назад. Розмір варіюється залежно від географічного положення. Статевий диморфізм проявляється тільки після початку відтворення, самці є більшими. Довжина тіла, як правило, 45% від загальної довжини. Довжина тіла понад 500 мм. загальна довжина від 0,85 до 1,5 м. Маса тіла самців репродуктивного віку коливалася від 5 до 8 кг, тоді як самиць — від 4,5 до 6,5 кг. Тварини у неволі можуть стати надзвичайно огрядними, з масою тіла понад 20 кг. Дитинчата мають довжину тіла близько 120 мм і важать від 20 до 25 гр.

## Поведінка
Ця головним чином наземна тварина деякий час проводить на деревах, особливо під час репродуктивного періоду і коли уникає хижаків. V. albigularis активно полює за здобиччю як на деревах, а також на землі, а також використовує дерева як сховища від полуденної спеки, вночі або для втечі. V. albigularis влітку є активним протягом усього світлового дня, за винятком опівдні, коли температура навколишнього середовища сягає крайності. У зимові місяці, тварина набагато менш активна. Варани в цілому залишаються на ніч у своїх притулках в найхолодніші місяці, але часто їхні голови виступають із входу в притулок. Зимова бездіяльність є результатом відсутності доступної здобичі, так як експериментальне збільшення продовольчого постачання призвело до 30-кратного збільшення активності. Varanus albigularis — активний хижак, який їсть все, що може подужати.

## Розмноження
Варани стають статевозрілими коли тіло стаю розміром 500 мм. У південно-західній Африці, спарювання відбувається на початку весни (серпень і вересень), за близько 3 місяці до настання істотних опадів. У Намібії початок статевої активності на 1 місяць раніше, у східній популяції, ніж західній і це зв'язано з тим, що опади випадають на сході раніше. Самці злучаються з більш ніж однією самицею. У будь-який інший час року, самці й самиці є поодинокими і не взаємодіють. Самці часто рухаються від 1 до 4 км на день, щоб знайти сприйнятливу самицю. Після виявлення, спарювання відбувається протягом 1—2 днів. Коли самиця сприйнятлива, вона майже завжди розташована на дереві, що передбачає, що феромони привертають самців. Яйцекладки відбувається приблизно через 35 днів після спарювання, за 2 місяці до настання істотних опадів. Великі самиці роблять великі гнізда з яйцями (до 50 яєць). У контрольованих експериментах, малята вилуплюються приблизно через 135 днів інкубації, що збігається з серединою сезону дощів. Співвідношення статей дитинчат становить 1:1. Статева зрілість досягається при віці приблизно від 4 до 5 років.

## Викопні рештки
Рештки Varanus rusingensis ймовірного предка V. albigularis знайдені в Кенії датовані раннім міоценом.

## Поширення
Цей вид широко розповсюджений у південно-західній, південно-центральній і східній Африці (Демократична Республіка Конго, Намібія, Ботсвана, ПАР, Свазіленд, Зімбабве, Мозамбік, Замбія, Ангола, Кенія, Уганда, Танзанія, Ефіопія, Сомалі). Проживає в різних сухих місцевостях, включаючи степ, прерії і савани, але відсутній у пустелі.